# Statek szaleńców (film)
Statek szaleńców – amerykański czarno-biały film fabularny z 1965 roku; ostatni, w którym zagrała Vivien Leigh.

## Fabuła
Pasażerowie statku, płynącego z Meksyku (Veracruz) do Niemiec (Bremerhaven) w 1933 roku, reprezentują różne klasy społeczne. Załogę stanowią Niemcy, w tym doktor, który zakochuje się w kobiecie znanej jako „La Contessa”. Młoda Amerykanka, Jenny, podróżuje z ukochanym mężczyzną - Davidem. Największą uwagę przyciąga jednak sławna Mary Treadwell.

## Obsada
- Vivien Leigh - Mary Treadwell
- Oskar Werner - lekarz Willie Schumann
- Simone Signoret -  La Condesa
- Elizabeth Ashley - Jenny Brown
- George Segal - David
- Lee Marvin - Bill Tenny
- José Ferrer - Siegfried Rieber
- Heinz Ruehmann - Julius Lowenthal
- Michael Dunn - Carl Glocken
- Charles Korvin - kapitan Thiele

i inni

## Nagrody i nominacje[2]
Oscary 1966:
Wygrana w kategoriach:
- Najlepsza scenografia - filmy czarno-białe
- Najlepsze zdjęcia - filmy czarno-białe

Nominacja w kategoriach: 
- Najlepszy film
- Najlepszy aktor pierwszoplanowy dla Oskara Wernera
- Najlepsza aktorka pierwszoplanowa dla Simony Signoret
- Najlepszy aktor drugoplanowy dla Michaela Dunna
- Najlepszy scenariusz adaptowany dla Abby'ego Manna
- Najlepsze kostiumy - filmy czarno-białe

Złote Globy 1966:
Nominacja w kategoriach:
- Najlepszy dramat
- Najlepszy aktor w dramacie dla Oskara Wernera
- Najlepsza aktorka w dramacie dla  Simony Signoret

BAFTA 1965:
Nominacja w kategoriach:
- Najlepsza aktorka zagraniczna dla Simony Signoret
- Najlepszy aktor zagraniczny dla Oskara Wernera

Amerykańska Gildia Scenarzystów (1966):
- Nominacja w kategorii Najlepszy scenariusz dramatu

Stowarzyszenie Nowojorskich Krytyków Filmowych (1965):
- Wygrana w kategorii Najlepszy aktor pierwszoplanowy dla Oskara Wernera